# Roberto Gödeken
Roberto Marcelino Gödeken (Paramaribo, 14 september 1974) is een Surinaams voetbaltrainer.

## Voetbalcarrière
In zijn jeugd speelde Gödeken als voetballer bij Grantjie Boys, Corona Boys, Dego, Leo Victor en KD ‘92.

## Trainerscarrière
Zijn trainerscarrière begon Gödeken hobbymatig bij voetbalclub KD ‘92, waar hij een jaar speler/trainer was. Daarna trainde hij nog onder anderen de voetbalclubs Vredenburg Star en SV Houttuin. Sinds oktober 2013 was Gödeken bondscoach van het Surinaams voetbalelftal. In 2016 werd Gödeken hoofdtrainer van Nishan 42. In 2015 werd hij aan de kant gezet als bondscoach en werd hij vervangen door Dean Gorré. In februari 2016 werd hij opnieuw (interim-)bondscoach van Suriname. In 2017 werd Gödeken hoofdtrainer van SV Robinhood, waarmee hij in 2018 landskampioen werd, de SVB Cup won en de Suriname President's Cup won. In 2019 werd onder zijn leiding de eerste internationale clubprijs gewonnen; de CONCACAF Caribbean Club Shield. In maart 2023 werd Gödeken aangesteld als assistent-bondscoach van Suriname, een rol die hij sindsdien combineert met het hoofdtrainerschap van SV Robinhood. In 2023 won Gödeken als hoofdtrainer van SV Robinhood de Caraïbische dubbel; de CONCACAF Caribbean Club Shield en de CONCACAF Caribbean Cup.

## Erelijst
SV Robinhood
Nationaal
- SVB-Eerste Divisie: 2017/18, 2021/22, 2022/23
- SVB Cup: 2017/18
- Suriname President's Cup: 2018

Internationaal
- CONCACAF Caribbean Club Shield: 2019, 2023
- CONCACAF Caribbean Cup: 2023